# Вільгельм Руссвурм
Вільгельм Руссвурм (нім. Wilhelm Rußwurm; 28 лютого 1888, Гехштадт — 24 травня 1964, Корнталь-Мюнхінген) — німецький офіцер, генерал-лейтенант вермахту.

## Біографія
10 вересня 1906 року вступив до армії. Учасник Першої світової війни. Після демобілізації армії залишений у рейхсвері. З 1 квітня 1936 року — вищий офіцер зв'язку 3. З 20 жовтня 1939 року — керівник частин зв'язку 2-ї армії, з 1 березня 1940 року — групи армій «C». З 1 квітня 1941 по 4 березня 1942 року — командир 444-ї охоронної, з 15 травня 1942 по 10 квітня 1943 року — 403-ї охоронної, з 25 квітня 1943 року — 707-ї піхотної, з 1 червня 1943 року — 274-ї піхотної дивізії. 27 жовтня 1944 року втретє відправлений в резерв фюрера і жодних призначень більше не отримав. 8 травня 1945 року взятий в полон. У 1947 році звільнений.

## Звання
- Фанен-юнкер (10 вересня 1906)
- Фенріх (14 квітня 1907)
- Лейтенант (27 січня 1908; патент від 22 липня 1906)
- Оберлейтенант (28 листопада 1914)
- Гауптман (18 лютого 1915)
- Майор (1 лютого 1929)
- Оберстлейтенант (1 квітня 1933)
- Оберст (1 квітня 1935)
- Генерал-майор (1 серпня 1938)
- Генерал-лейтенант (1 вересня 1940)

## Нагороди
- Залізний хрест 2-го і 1-го класу
- Орден «За заслуги» (Баварія) 4-го класу з мечами
- Орден Фрідріха (Вюртемберг), лицарський хрест 1-го класу з мечами
- Хрест «За військові заслуги» (Брауншвейг) 2-го класу
- Військовий Хрест Фрідріха-Августа (Ольденбург) 2-го класу
- Почесний знак Австрійського Червоного Хреста, бронзова почесна медаль з військовою відзнакою
- Почесний хрест ветерана війни з мечами
- Медаль «За вислугу років у Вермахті» 4-го, 3-го, 2-го і 1-го класу (25 років)
- Застібка до Залізного хреста 2-го і 1-го класу